# Johann Lingelbach

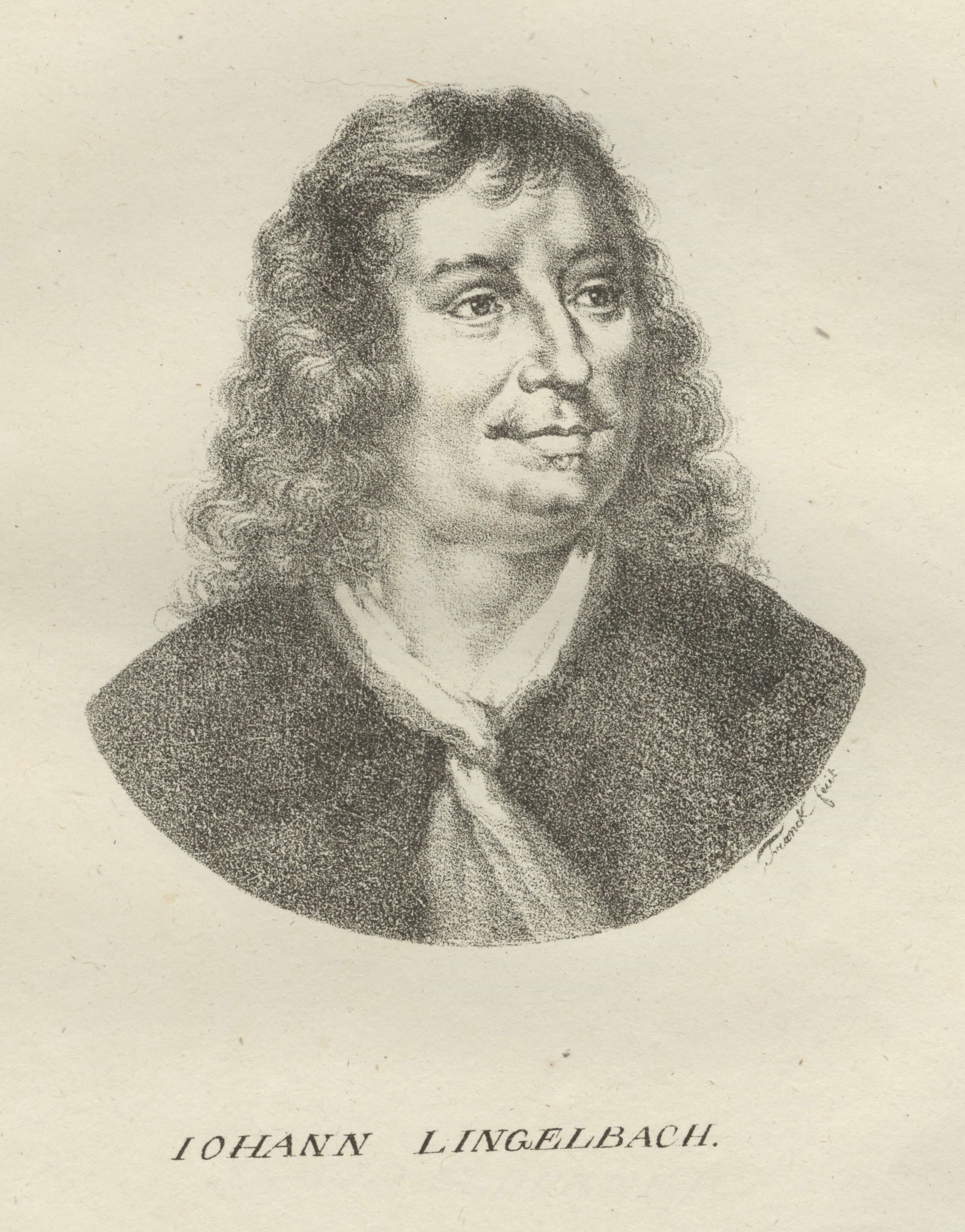
Porträt (Lithografie aus der Künstler-Galerie von Maximilian Franck 1818)

Johann(es) Lingelbach (getauft 10. Oktober 1622 in Frankfurt am Main; † 1674 in Amsterdam) war ein deutsch/holländischer Maler.

## Leben
Sein Vater David Lingelbach zog mit seiner Familie und dem 14-jährigen Johann 1638 von Frankfurt am Main nach Amsterdam. David Lingelbach war Gastwirt und Techniker eines Vergnügungsgarten („Den nieuwen en vermaeckelijcken doolhof, staende op de Roose-Graght, by de derde brugh“), aber sein Sohn Johann verschrieb sich der Malerei. Er lernte zunächst in Holland, lebte dann von 1642 bis 1644 in Paris, bevor er über Lyon und Genua schließlich nach Rom gelangte. Er gehörte dort ab 1644 zur 2. Generation der niederländischen Maler, die sich Bentveughels (Federvögel) oder auch Schildersbend (Bilderbande) nannten und die sich um den Spanischen Platz niedergelassen hatten. Noch bekannter aber war die Gruppe der Schüler und Anhänger des damals gerade verstorbenen holländischen Malers Pieter van Laer, der er sich anschloss. Aufgrund dessen italienischen Spitznamens Il Bamboccio (Lumpenpuppe) nannten sich seine Schüler und späteren Anhänger die Bamboccianti. Neben Lingelbach gehörten zeitgleich auch seine Landsleute Karel Dujardin, Michiel Sweerts, Anton Goubau und Jan Miel sowie den italienischen Malern Michelangelo Cerquozzi und Viviano Codazzi zu dieser Gruppe. Mit ihren Gemälden thematisierten sie das einfache Leben von Obst-, Gemüse und Tabakhändlern, Melkerinnen und Bauern bei der Arbeit, Kartenspieler, ruhende und spielende Soldaten und Bettlern. Um 1653 kam Lingelbach zurück nach Amsterdam, wo er heiratete und zunehmend von Philips Wouwerman beeinflusst wurde, der als einer der erfolgreichsten und produktivsten Maler des Goldenen Zeitalters gilt und der ebenfalls Pieter van Laer als Vorbild hatte, ohne aber in Italien gewesen zu sein. Ab 1662 wohnte Lingelbach in der Reestraat, einer kleinen Straße nahe der Prinsengracht, und wurde ein guter Freund des Malers Jürgen Ovens.
Er war bekannt für seine italienisch beeinflusste Malerei. Neben Genrebildern war Lingelbach vor allem für seine großen Szenen mit überfüllten, belebten Plätzen und italienischen Häfen bekannt, die von Türken, Kaufleuten, Spielern und Hausierern bevölkert waren. Seine in Italien geschulte Fähigkeit, Genrefiguren zu malen, kommt in seinen Darstellungen von Architektur- und Naturobjekten oft zur Geltung. Seine architektonischer Formen hat er ebenfalls in Italien, bei seinem Co-Bamboccianti Viviano Codazzi erlernt. Dabei zeichnen sich Lingelbachs Formen zwar durch Lichteffekte und räumliche Genauigkeit aus, waren jedoch viel freier als die von Codazzi. Er malte auch für andere Maler wie Meindert Hobbema oder Adriaen Hendriksz Verboom, in dessen Bilder er Personen einbrachte. Seine Bilder fanden den Weg in zahlreiche Galerien und Museen Europas.

## Werke (Auswahl)
- nach 1600 – Badende Zigeuner, Öl auf Leinwand (Öffentliche Kunstsammlung, Basel)[2]
- nach 1600 – Eine Seeschlacht, Öl auf Leinwand (Privatbesitz)[3]
- 1640 – Römische Straße mit Kartenspielern, Öl auf Leinwand (National Gallery, London)[4]
- 1640 – Ein Marktschreier und Andere vor der Locanda mit Blick auf die Piazza del Popolo, Rom, Öl auf Leinwand (Royal Collection, London)[5]
- um 1650 – Schlacht an der Milvischen Brücke
- 1650 – Der Hufschmied (Privatbesitz)
- 1650 – Selbstporträt mit Violine (Zürich)
- 1651 – Zahnarzt auf dem Pferd (Rijksmuseum, Amsterdam)
- 1651 – Tanzende Bauern, Öl auf Leinwand (Metropolitan Museum of Art, New York City)[6]
- 1652 – Kampfszene, Öl auf Holz (Getty Museum, Los Angeles)[7]
- 1653 – Römische Marktszene, Öl auf Leinwand (Königliche Museen der Schönen Künste, Brüssel)[8][9]
- 1660–1670 – Hirschhatz, Öl auf Leinwand (Eremitage, Sankt Petersburg)[10]
- 1660 – Piazza del Popolo, Rom, Öl auf Leinwand (Minneapolis Institute of Arts, Minneapolis)[11]
- 1664 – Bauern beladen Heuwagen, Öl auf Leinwand (National Gallery, London)[12]
- 1669 – Mediterrane Hafenszene (Städelsches Kunstinstitut, Frankfurt)
- 1671 – Kampfszene, Öl auf Leinwand (Metropolitan Museum of Art, New York City)[13]
- 1674 – Flämische Stadt, belagert von spanischen Soldaten, Öl auf Leinwand (Eremitage, Sankt Petersburg)[14]

Auswahl an Bildern von Lingelbach
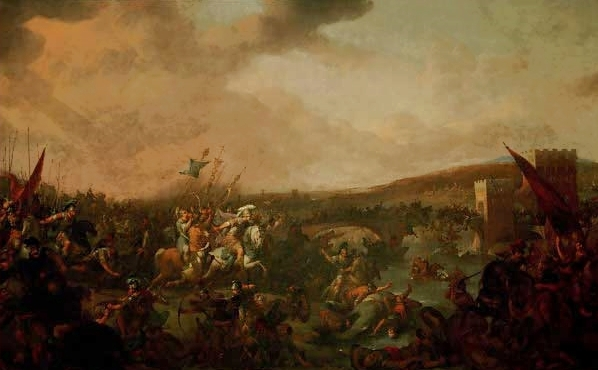
Schlacht an der Milvischen Brücke
Karneval in Rom
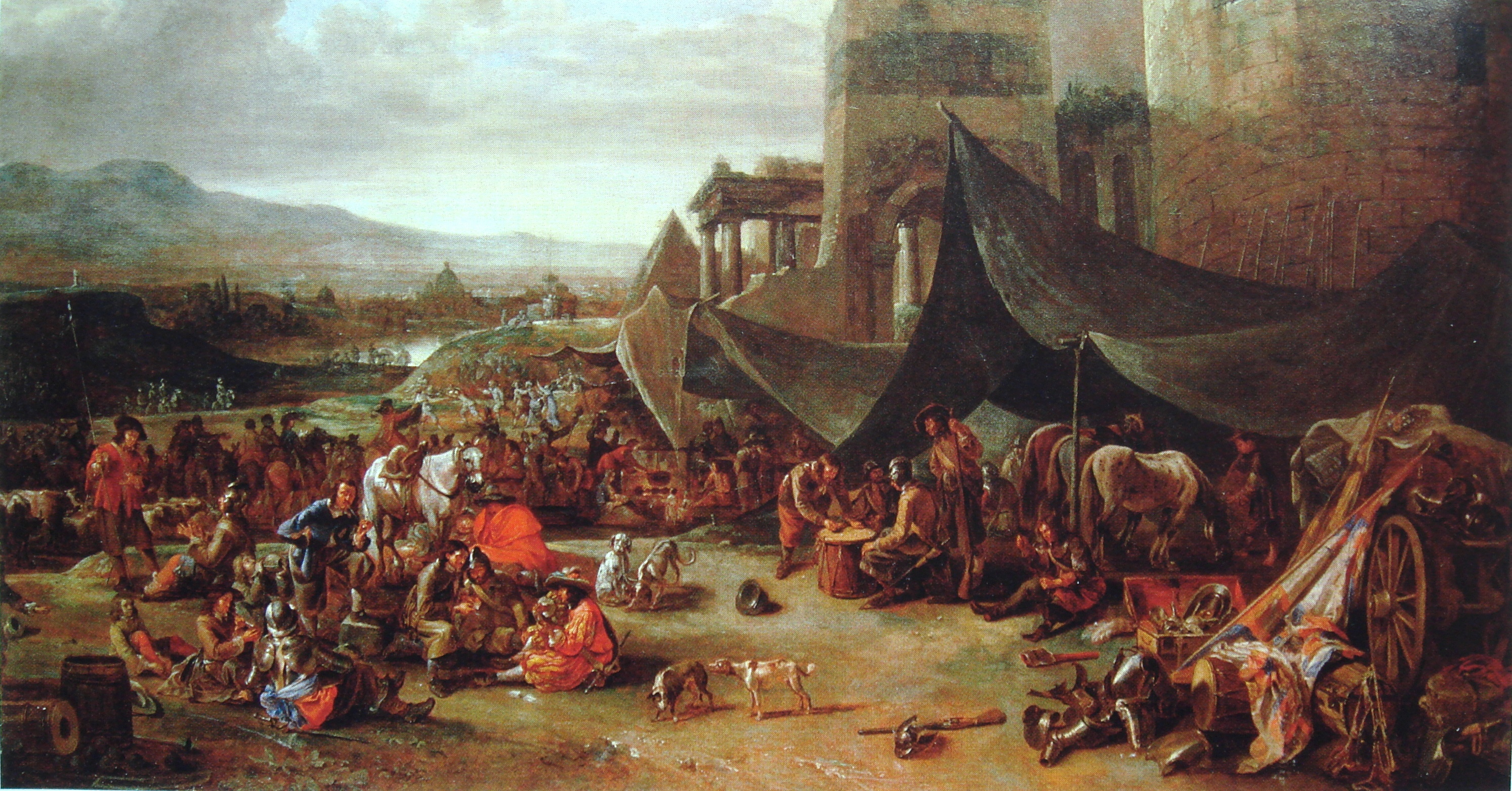
Die Plünderung Roms 1527
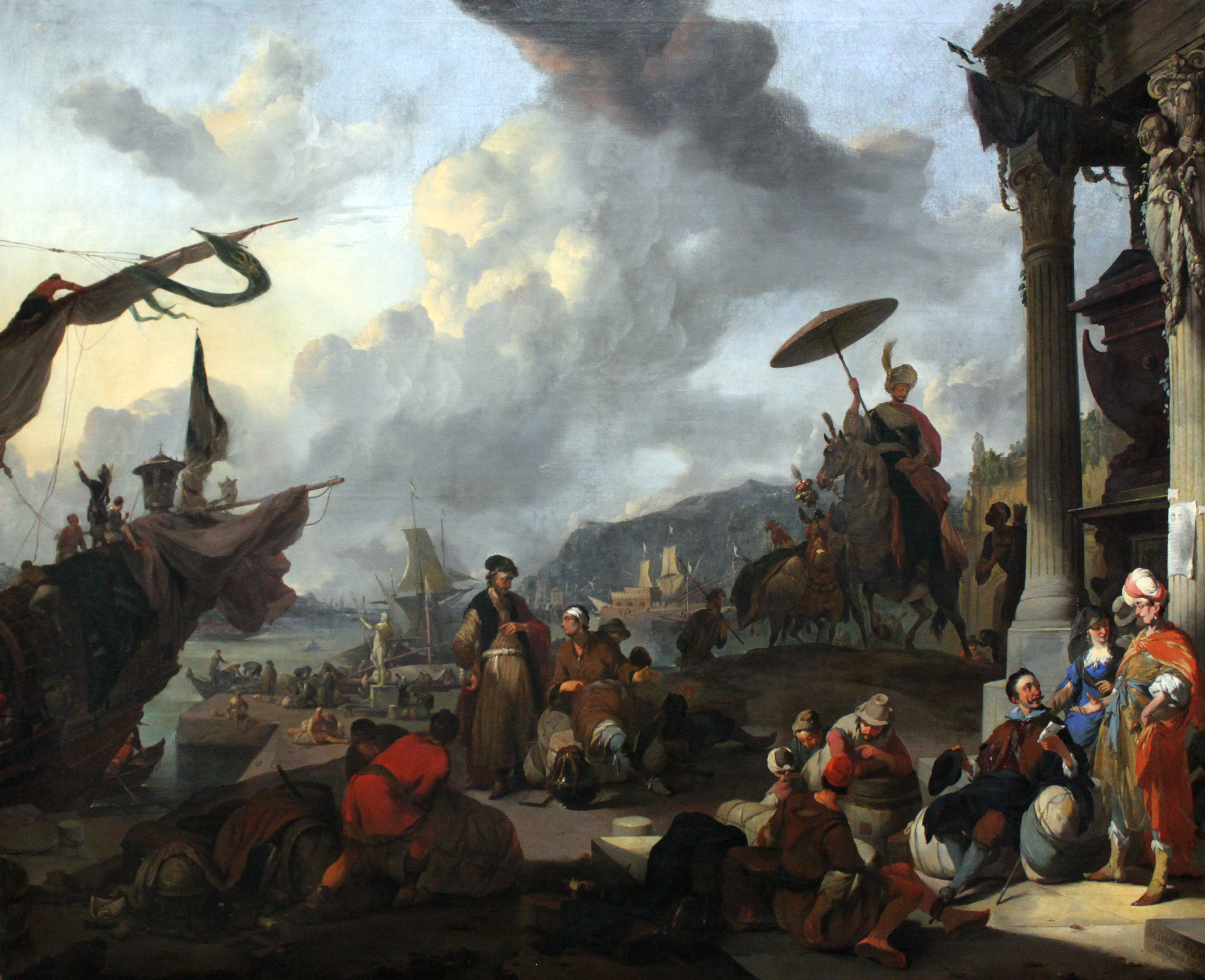
Mediterrane Hafenszene, Städelsches Kunstinstitut
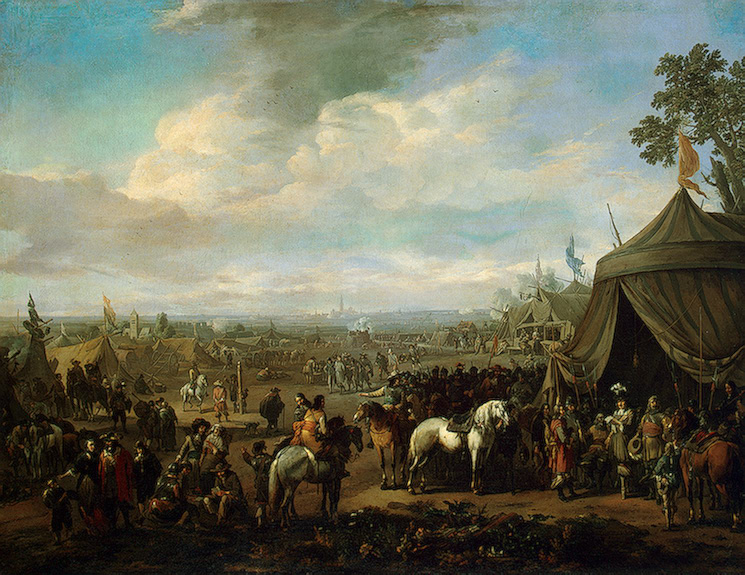
Flämische Stadt, belagert von spanischen Soldaten